# Isabelle Blume

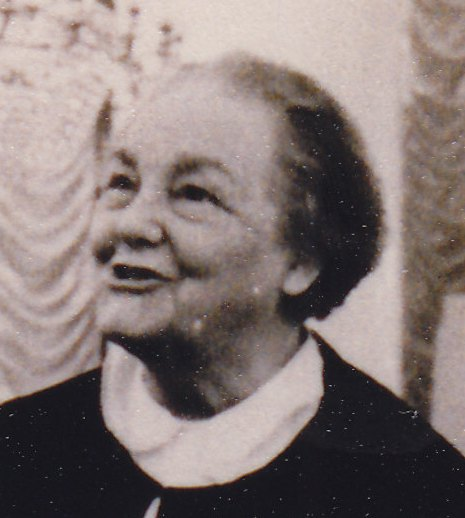
Isabelle Blume (Foto aus den 1960er Jahren)

Isabelle Blume (geborene Isabelle Rachel Grégoire); (* 22. Mai 1892 in Baudour/Borinage; † 12. März 1975 in Brüssel) war eine belgische sozialistische Politikerin, Widerstandskämpferin und Präsidentin des Weltfriedensrates.

## Leben
Isabelle Grégoire war die Tochter eines progressiven protestantischen Pfarrers. Nach dem Besuch der Volksschule besuchte sie eine Lehrerbildungsanstalt, die sie 1911 mit der Erlangung ihres Diploms verließ. Danach absolvierte sie in Genf eine theologische Ausbildung. Im Jahre 1913 heiratete sie den protestantischen Pfarrer David Blume. Sie gingen nach Brüssel, wo sie eine Arbeiterhochschule besuchte, die ihr die Türen zur Mitarbeit in der sozialistischen Bewegung öffnete. Sie entwickelte sich zur Feministin und Antifaschistin und trat im Jahre 1928 der Belgischen Arbeiterpartei bei. Zugleich wurde sie Sekretärin der Sozialistischen Frauenbewegung. Sie engagierte sich für das Frauenwahlrecht. 1936 wurde sie als Mitglied des Belgischen Parlaments in Brüssel gewählt. Von 1936 bis 1954 war Blume Abgeordnete für die Belgische Arbeiterpartei in Brussel-Halle-Vilvoorde.
Im Widerspruch zur offiziellen Neutralitätspolitik Belgiens trat sie Mitte der 1930er Jahre für die Schaffung einer Volksfront ein, die dem republikanischen Spanien während des Spanischen Bürgerkriegs zu Hilfe kommen sollte. Beim Einmarsch der deutschen Wehrmacht 1940 floh sie nach London. Während des Zweiten Weltkriegs wurde sie unter der Leitung von Camille Huysmans als Sekretärin bei der Royal Navy tätig. Nach der Niederwerfung Hitlerdeutschlands setzte sie sich gegen eine Teilung der Welt in zwei verfeindete Staatenblöcke ein.
Nach ihrem Eintritt in den Weltfriedensrat, der unter sowjetischem Einfluss stand und an dessen Spitze kommunistische Intellektuelle standen, wurde sie 1951 aus der sich seit Ende des Kriegs Sozialistische Partei Belgiens nennenden Arbeiterpartei ausgeschlossen. Seither hatte sie als parteilose Abgeordnete ihren Parlamentssitz inne. Nachdem die Sozialisten sich weigerten, sie wieder in die Partei aufzunehmen, ließ sie sich als Kandidatin auf den Listen der Kommunistischen Partei Belgiens aufstellen und trat dieser in den 1960er Jahren auch bei.
Von 1965 bis 1966 war sie eine der Ko-Vorsitzenden des Weltfriedensrats, von 1966 bis 1969 dessen Präsidentin. In dieser Funktion bekam sie die Gelegenheit, mit prominenten Politikern und Persönlichkeiten des 20. Jahrhunderts zusammen zu treffen, u. a. mit Jawaharlal Nehru, Indira Gandhi, Mao Zedong, Gamal Abdel Nasser, Anwar as-Sadat, Ho Chi Minh und Salvador Allende.
Von 1965 bis 1970 saß sie für die Kommunisten im Gemeinderat der Stadt Hornu.
Nachdem sie sich 1968 für den Abzug der sowjetischen Interventionstruppen aus der Tschechoslowakei ausgesprochen hatte, trat sie 1969 vom Präsidentenamt des Weltfriedensrats zurück.
Isabelle Blume war die Mutter von Johannes Blume. Ihre weiteren Kinder waren Edith und Alain Goldschlager Blume, ein Oberst der belgischen Luftwaffe. Sie war auch die Großmutter von Alain Goldschlager.

## Veröffentlichungen
- Aktive Koexistenz. No. 7. Vietnam im Brennpunkt der Weltöffentlichkeit von Isabelle Blume, Cilly Gründorfer und Hedwig Sandmann von Internationalen Institut für den Frieden, 1966
- Warum ich Mitglied des World Council of Peace bin. Hg.: Isabelle Blume, Weltfriedensrat Helsinki 1952
- De la frontière du Laos à la rivière Bên Hai, Southeast Asian Literature, 1960
- Zur Deutschlandfrage, Düsseldorf : Westdt. Friedenskomitee, 1951
- Zur Deutschlandfrage, Berlin : Deutsches Friedenskomitee, ([1951])
- Beitrag zu den Problemen der Entspannung und Sicherheit in Europa, Weltfriedensrat 1966
- Schwarzbuch über die Kriegsverbrechen der U[nited] S[tates of] A[merica] in Südvietnam, Wien : Gazzetta Zeitschriften Ges., 1966

## Ehrungen
- 1953 Stalin-Friedenspreis
- 1974 oder 1975 Stern der Völkerfreundschaft in Gold
- In Berlin-Friedrichshain, Andreasstraße 34, erhielt ein Kindergarten den Namen von Isabelle Blume[3]